# Warrea cyanea
Warrea cyanea (Lindl.) Schltr. 1914 es una especie de orquídea. Es originaria de Sudamérica.
Su nombre común significa la "warrea azul".

## Descripción
Es una orquídea de tamaño mediano, que prefiere clima cálido a fresco, terrestre con pseudobulbos ovoides completamente envueltos por hojas basales como vainas y que son  elípticas a lanceoladas, acuminadas, que florece sobre una erecta inflorescencia de 30 a 50 cm de largo, axilar a la base, laxa con pocas a varias flores que tiene unas pocas brácteas  oval-lanceoladas, a lanceoladas, agudas y con flores sin fragancia, florece a fines de verano hasta principios de otoño, y es semejante a Phaius y Eulophia.

## Distribución y hábitat
Encontrado en Colombia y Venezuela en elevaciones de 1650 a 1800 m s. n. m.

## Sinonimia
- Aganisia cinerea Benth. 1880;
- Maxillaria cyanea (Lindl.) Beer 1854;
- Warreella cyanea Lindl. 1844;
- Warrea medellinensis Kraenzl 1920;
- Warreella medellinensis (Kraenzl.) Garay 1953[1]